# Кекулен
Кекулен — полициклическое ароматическое соединение с химической формулой C48H24. Был синтезирован впервые в 1978 году и назван в честь немецкого химика-органика Фридриха Кекуле.
Кекулен состоит из 12 поликонденсированных бензольных колец в форме макроциклического шестиугольника, он имеет самый большой размер цикла из всех изученных соединений. Для данного вещества теоретически возможны две структуры: с конденсированными бензольными циклами и структура, представляющая собой молекулу [30]аннулена снаружи и [18]ануленна внутри. Для доказательства такого строения химики снимали спектр ЯМР в дейтерированном тетрахлорбензоле при 155 °С (из-за его очень низкой растворимости), а для получения монокристаллов, необходимых для рентгеноструктурных исследований, расплав кекулена в пирене охлаждали от 450 °С до 150 °С в течение суток.
В спектре ПМР наблюдается три пика — при 7,94 δ, 8,37 δ и 10,45 δ с соотношением интенсивностей 2:1:1 — которые соответствуют трем группам протонов. Первый пик относится к 12 внешним протонам в о-положениях, второй — 6 в п-положениях, а третий — 6 внутренним протонам. Если бы молекула имела структуру, представляющая собой молекулу [30]аннулена снаружи и [18]ануленна внутри, то третий пик был бы в очень сильном поле и с отрицательным значением, однако он находится в слабом поле, что доказывает структуру с конденсированными бензольными циклами.